# Croazia ai Giochi della XXVII Olimpiade
La Croazia partecipò ai Giochi della XXVII Olimpiade, svoltisi a Sydney, Australia, dal 15 settembre al 1º ottobre 2000, con una delegazione di 88 atleti impegnati in dodici discipline.

## Medaglie
| Medaglia | Nome            | Sport             | Evento               |
| -------- | --------------- | ----------------- | -------------------- |
| Oro      | Nikolaj Pešalov | Sollevamento pesi | Torneo maschile 62kg |

## Risultati

### Pallanuoto
| Atleta | Classifica |                    |
| --- | --- | ------------------ |
| V · D · M Nazionale maschile croata di pallanuoto · Giochi olimpici - Sydney 2000 1 Školneković · 2 Fatović · 3 Sarić · 4 Šimenc · 5 Kržić · 6 Štritof · 7 Smodlaka · 8 Ivaniš · 9 Bošković · 10 Barać · 11 Hinić · 12 Vićan · 13 Kobešćak · CT : Neven Kovačević | 7° |                    |
| Nazionale maschile croata di pallanuoto · Giochi olimpici - Sydney 2000 | |                    |
| 1 Školneković · 2 Fatović · 3 Sarić · 4 Šimenc · 5 Kržić · 6 Štritof · 7 Smodlaka · 8 Ivaniš · 9 Bošković · 10 Barać · 11 Hinić · 12 Vićan · 13 Kobešćak · CT: Neven Kovačević                                                                                    | 1 Školneković · 2 Fatović · 3 Sarić · 4 Šimenc · 5 Kržić · 6 Štritof · 7 Smodlaka · 8 Ivaniš · 9 Bošković · 10 Barać · 11 Hinić · 12 Vićan · 13 Kobešćak · CT: Neven Kovačević | Croazia (bandiera) |